# Madrid Arena
Madrid Arena je víceúčelová hala v Madridu, ležící na pozemcích největšího městského parku Casa de Campo, v sousedství centra španělské metropole. Vznikla v roce 2002 přestavbou haly Rockódrom z roku 1963, podle architektonického návrhu studia Cano Lasso, s cílem stát se sportovištěm v rámci madridských olympijských kandidatur v letech 2012, 2016 a 2020. V letech 2007–2012 nesla název Telefónica Arena podle generálního sponora, španělské telekomunikační společnosti Telefónica.
Součástí komplexu třípatrové arény je připojená postranní hala Satelite Pavilion o ploše 2 tisíc m2. Plocha vlastní arény činí 30 tisíc m2, kupole podepřená 181 piloty má plochu 11 tisíc m2. Vysunovací tribuny umožňují upravovat plochu pro různé sportovní akce, pořádat koncerty i výstavy.
Mezi roky 2005–2010 aréna sloužila jako domovský stadion basketbalového klubu CB Estudiantes, který přesídlil do WiZink Center. V listopadu 2010 se do ní dočasně přesunuli basketbalisté Realu Madrid, když ve stabilní hale proběhlo předávání evropských hudebních cen MTV. Hostila také osmifinálovou fázi Mistrovství Evropy v basketbalu mužů 2007. V sezónách 2002–2008 se v ní hrál tenisový Madrid Masters ze série ATP 1000, než se turnaj přestěhoval do nově otevřeného komplexu Caja Mágica. V rámci ženského tenisu se stala dějištěm Turnaje mistryň v letech 2006 a 2007. Oba ročníky vyhrála Justine Heninová. Stadion hostil také finále Davis Cupu 2021.
V listopadu 2012 došlo v aréně k tragickému incidentu během halloweenské party s dýdžejem Stevem Aokim. Při opuštění haly bylo v davu ušlapáno pět žen ve věku 17–20 let, jedna z nich zemřela následně v nemocnici. Vyšetřování prokázalo, že organizátoři prodali větší množství než povolených devět tisíc lístků. Ve vnitřních prostorách se nacházelo přibližně 16,6 tisíce osob. V důsledku zapečetění arény bylo Mistrovství světa v házené mužů 2013 přesunuto do náhradního dějiště v Caja Mágica.
Dopravní spojení zajišťují stanice madridského metra Alto de Extremadura na lince 6 a Lago na lince 10. Autobusové spoje k roku 2021 zahrnovaly linky 31, 33, 36, 39, 65 a N19.

## Galerie

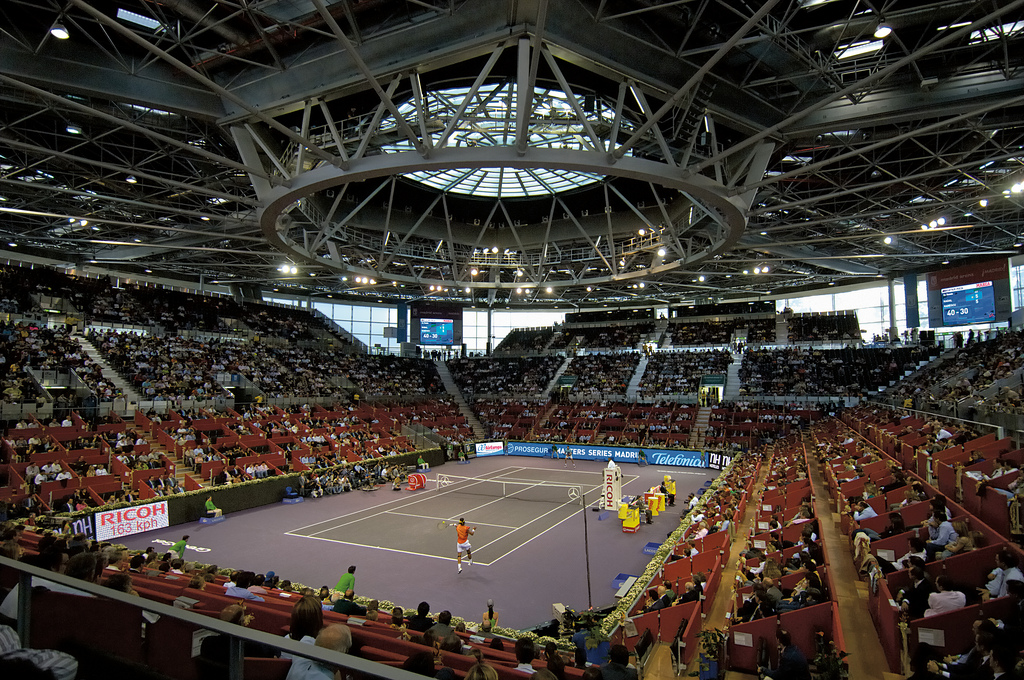
Rafael Nadal (blíže) na vítězném Madrid Masters 2005
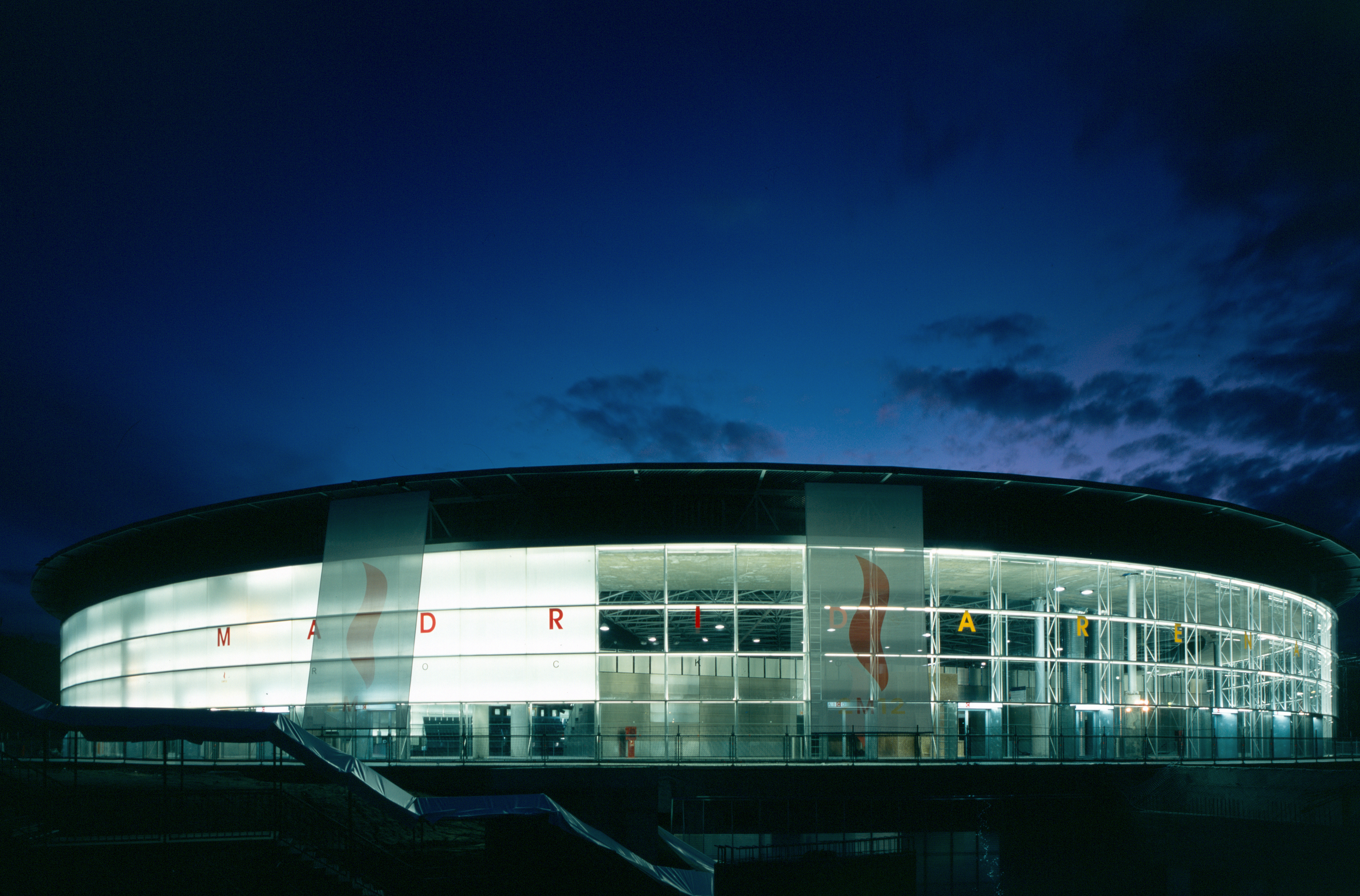
Exteriér arény v noci
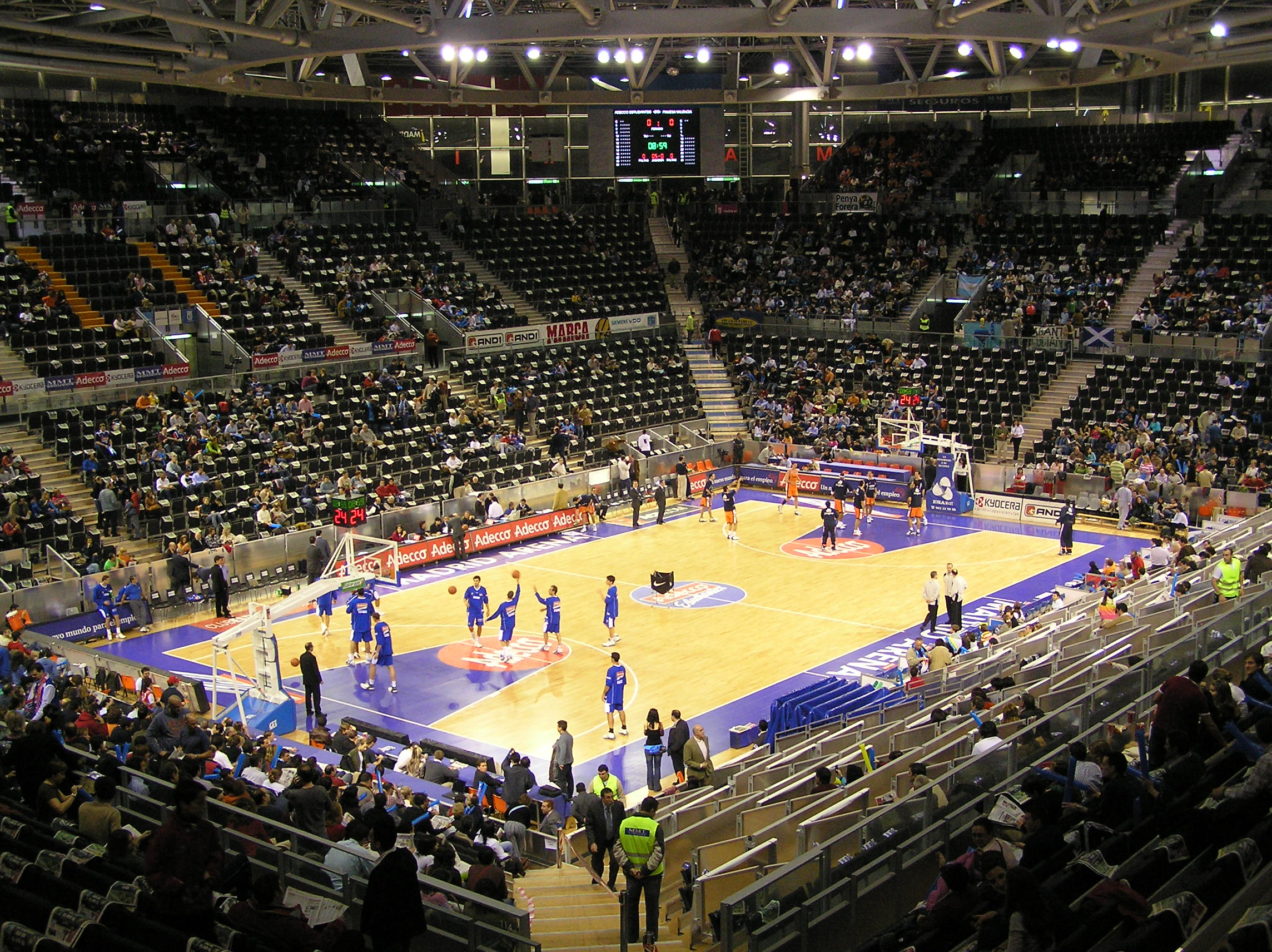
Basketbalové hřiště